# Égetett tészta
Az égetett tészta (néhol forrázott tészta) egyike a konyhaművészet és cukrászat francia eredetű (pâte à choux) alaptésztáinak. Elkészítési módját tekintve merőben elkülönül az egyéb tésztaféléktől, a kevert, gyúrt, kelt, omlós stb. fajtáktól. Nevével ellentétben égetést nem igényel, ám sütés előtti hőkezelést igen. Térfogatnövelőt nem tartalmaz, a végső hőkezelés közbeni térfogatnövekedést a magas víztartalmából keletkező gőz okozza. A belsejében keletkezett üreg(ek) jól tölthetők, ezért édes és sós sütemények, sőt levesbetétek is készülnek belőle. A töltött változatok sütőben készülnek, de a spanyol churros-t és a francia beignet-t is bő zsiradékban sütik. A bécsi barackos gombóc (Marillenknödel) egy változata is égetett tésztából készül, ezt viszont gyöngyöző forróvízben főzik.

## Elterjedése
Főleg Franciaországban és Spanyolországban népszerű, de a francia konyhaművészet Európa más tájaira kifejtett hatása miatt szinte mindenhol elterjedt.

## Története
Egyes források szerint Medici Katalin főszakácsa az olasz Pantarelli (vagy Pantanelli) találta fel 1540-ben. A belőle készült tortát pâte à Pantanelli-nek nevezte el. Utódja, a szintén olasz Popelini továbbfejlesztette a tésztát és kis gombócokat formázva belőle a parázs mellett szárította a popelins-nek nevezett süteményt, melyet citrusokkal és narancsvirág-vízzel megöntözve tálaltak. A forrón tálalt süteményt egy idő után pâte à chaud-nek kezdték nevezni, ami forró tésztát jelent. Ebből egy elírás következtében lett pâte à choux és nem amiatt, hogy a felfúvódott gömbök káposztára (franciául choux) hasonlítanak.
Másfél évszázaddal később François Massialot Le Cuisinier royal et bourgeois (1698) című szakácskönyvében már a profiterole is szerepel, mint hússal és/vagy zöldséggel töltött levesbetét.
A tészta ma is használatos receptjét a 18. században Jean Avice és Antoine Carême fejlesztette ki.

## Elkészítése
A vizet és vajat forrásig melegítik, majd folytonos keverés mellett lisztet adagolnak hozzá és tovább főzik, hogy a lisztben lévő keményítő még több vizet tudjon felvenni. Ezután a tésztát hagyják kissé kihűlni, mielőtt a tojást beledolgoznák. Egyes receptekben a vizet tejjel, másokban a vajat más zsiradékokkal ill. növényi olajokkal helyettesítik, esetleg cukrot is adagolnak hozzá. Végső hőkezelése a végterméktől függően forró, gőzös sütőben, bő zsiradékban, vagy forró vízben történik.